# Pedro de la Cadena
Pedro de la Cadena (Piedrahíta de Ávila, entre 1542 y 1548 - Loja, 1607) fue un escritor español, considerado  el autor del primer poema de tema venezolano, el primer texto ecuatoriano y posiblemente del poema más antiguo escrito en América en una lengua europea.

## Biografía
De acuerdo con Raúl Marrero Fente, citando a Pablo Ojer y Efraín Subero, su padre es nombrado guardia mayor de Cuenca, por lo que éste viaja "al virreinato del Perú en 1556; dos años después se asienta en la ciudad de Cuenca, actual Ecuador. En 1563 fue nombrado Tesorero de la Real Hacienda en Nueva Zamora de los Alcaides, en la zona sur de Ecuador". En 1583 contrajo matrimonio en la ciudad de Loja con Felipa Arias del Castillo.
También según Raúl Marrero Fente, citando a Marcelino Menéndez Pelayo, "en 1583 fue nombrado Capitán general de la ciudad de Loja. Un año después asume el cargo de Teniente de Corregidor y Justicia Mayor de la misma ciudad. Participa como alférez en la defensa de la costa ante los ataques de la flota inglesa del comodoro Thomas Cavendish. En 1592 combate contra el levantamiento de las alcabalas en Quito. Siete años más tarde recibe el nombramiento de capitán de una expedición en defensa del Callao. En 1603 es confirmado como Teniente de Corregidor de Loja y Zamora. Tres años después figura como Tesorero de Loja, y en 1607 actúa como Justicia Mayor en la misma ciudad."
Sería en Ecuador, entre 1563 y 1564, donde escribiría Los actos y hazañas, en los que relata la historia de la conquista y colonización, por Hernández de Serpa, de la Isla de Cubagua, Venezuela. 

## Obra
- Los actos y hazañas valerosas del capitán Diego Hernández de Serpa, 1567